# Гладкий Олександр Васильович
Олекса́ндр Васи́льович Гла́дкий — майор Збройних сил України; учасник російсько-української війни. 
У званні капітана командував ротою вогневої підтримки 3 БТГР 80-ї БТГр.

## Нагороди
За особисту мужність і високий професіоналізм, виявлені у захисті державного суверенітету та територіальної цілісності України, вірність військовій присязі нагороджений орденом Богдана Хмельницького III ступеня (6.1.2016).